# Кентаро Ябукі
Кентаро Ябукі (яп. 矢吹 健太朗, Ябукі Кентаро:, нар. 4 лютого 1980, Окаяма) — японський манґака, найбільш відомий як автор манґи Black Cat ілюстратор манґи To Love Ru.

## Біографія
Кентаро Ябукі народився 4 лютого 1980 року. За його словами, він народився в Окаямі, але «сформував свою особистість» у Коті.
За словами Ябукі, основним джерелом знань про створення манґи для нього послужила «Перлина дракона» Акіри Торіями. Навіть його перша публікація у Weekly Shonen Jump, яку він відправив на конкурс 1995 року і виграв приз, була не його власною роботою, а насправді ілюстрацією, що об'єднує воєдино героїв Гохана та Транкса.
У вересні 1997 року, будучи ще школярем, за твір Moon Dust він отримав премію манґи Тенкайті (яп. 天下一漫画賞, Тэнкайті манґа сьйо:), що присуджувалася мангакам-початківцям журналом Weekly Shonen Jump з 1996 по 2003 рік. Ця нагорода дозволила автору надалі співпрацювати із видавництвом журналу.
У 1999 році Кентаро Ябукі отримав свою першу серіалізацію — у Weekly Shonen Jump почала публікуватися його манґа Yamato Gensouki. Манґа заснована на двох однойменних ваншотах за авторством Ябукі, один з яких був опублікований в 1998 році в Akamaru Jump, а другий — в 1999 році в Weekly Shonen Jump.
У 1999 році мангака Такесі Обата, на той час колишній ілюстратор Hikaru no Go, стає наставником Ябукі.
З 2000 по 2004 рік у Weekly Shonen Jump публікується його манґа Black Cat, яка незабаром отримала аніме-адаптацію. Після її завершення автор повідомив, що хотів би написати продовження або використати персонажів манґи в інших творах.
У 2003 році брав участь у масовці на зйомках фільму «Годзілла, Мотра, Мехагодзілла: Врятуйте Токіо».
З 2006 року Кентаро Ябукі здебільшого виступав ілюстратором робіт інших манґаків та письменників. Зокрема, з 2006 по 2009 рік він ілюстрував манґа To Love-Ru, об'єднавшись для її створення із Сакі Хасемі. У 2010 році ілюстрував манґа-адаптацію ранобе Mayoi Neko Overrun! Томохіро Мацу. З 2010 по 2017 рік ілюстрував продовження To Love-Ru, яке отримало назву To Love-Ru Darkness. З 2014 до 2016 року ілюстрував ранобе Hatena Illusion Томохіро Мацу. З 2018 по 2020 ілюстрував манґа-адаптацію аніме-серіалу Darling in the Franxx.
У 2020 році в Weekly Shonen Jump розпочалася серіалізація нової манґи Кентаро Ябукі під назвою Ayakashi Triangle, де він виступив і як ілюстратор, і як автор сценарію. З 25 квітня 2022 року манга публікується в інтернет журналі Shonen Jump+.
У травні 2021 року створив обліковий запис у Twitter.

## Особисте життя
Перша дружина — манґака Сіхо Касівагі. Допомагала Ябукі при роботі над Black Cat та To Love-Ru, де займалася розфарбуванням кольорових сторінок. Шлюб розірваний у 2009 році.
У липні 2015 року одружився з свояченицею манґака Кенти Сінохари.
Є донька від першого шлюбу. 4 червня 2022 року Ябукі повідомив у своєму акаунті в Twitter про народження сина.

## Роботи
- Yamato Gensouki (яп. 邪馬台幻想記, Ямато Генсо:кі) (1998—1999)
- Jigen Bakuju (яп. 時限爆呪, Дзіген Бакудзю)[9] (1999; ілюстрації)
- Black Cat (яп. ブラックキャット, Буракку Кятто) (2000—2004)
- Trans Boy (яп. トランスボーイ, Торансу Бо:й) (2004, ваншот)
- To Love-Ru (яп. To LOVEる -とらぶる-, To LOVЕру -Торабуру-) (2006—2009; ілюстрації)
- Mayoi Neko Overrun! (яп. 迷い猫オーバーラン!, Майой неко О:ба:ран) (2010; ілюстрації)
- Futagami☆Double (яп. フタガミ☆ダブル, Футагамі☆Дабуру) (2010, ваншот)
- To Love-Ru Darkness (яп. To LOVEる -とらぶる- ダークネス, To LOVЕру -Торабуру- Да:кунэсу) (2010—2017; иллюстрации)
- Hatena Illusion (яп. はてな☆イリュージョン, Хатена Ирю:дзьон) (2014—2016; ілюстрації)
- Darling in the FranXX (яп. ダーリン・イン・ザ・フランキス, Да:рін ін дза фуранкісу) (2018—2020; ілюстрації)
- Reo x Leo (яп. れおxレオ, Рео x Рео) (2019, ваншот)
- Ayakashi Triangle (яп. あやかしトライアングル, Аякасі тораянґуру) (2020–т. ч.)